# 張休
張 休（ちょう きゅう）は、中国三国時代の呉の人物。字は叔嗣。徐州彭城国の人。父は張昭。兄は張承。

## 生涯
20歳の頃、呉王孫権の太子となった孫登の側近として、諸葛恪・顧譚・陳表と共に採り立てられた。孫権の命で張昭から『漢書』の解釈を学び、それをまた孫登に講義した。孫登は自分の属官たちに対し、無官の者同士であるような簡略な礼を執り、張休らとは同じ車に乗って外出したり、1つの几帳の中で寝たりした。中庶子の官を経て、黄龍元年（229年）、孫登が皇太子に立てられると右弼都尉となり、張休ら4人は太子四友と称された。
孫権が狩猟に出ると上疏してこれを諌めた。その文章が優れていたため、孫権はそれを張昭に見せて称えた。
嘉禾5年（236年）、張昭が亡くなった。兄の張承は既に功績を立て別に爵位を得ていたので、張休が爵位を継承した。
赤烏4年（241年）4月、芍陂の役において魏の王淩と対戦した呉軍は劣勢となったが、張休と顧承が奮戦してこれを押し留めた。この時、全緒や全端といった将も活躍したが、張休ほどは功績を評価されなかったことから、全琮ら全氏の恨みを買った。
同年5月、孫登が亡くなった。孫登は父の孫権に遺言を託し、その中で張休を、「頭脳明晰で的確な判断を下し、宮廷にあっては主君の腹心、地方に出ては主君の手足となれる」人物の1人として称え、重用するよう言い遺した。太子府を離れた張休は侍中、羽林都尉を経て、揚武将軍に昇進した。
赤烏5年（242年）正月、姪（兄の張承の娘）の夫である孫和が立太子される。しかし8月にその弟の孫覇が魯王に立てられると、以降は両者の後継者争い（二宮事件）に巻き込まれていく。
病床にあった孫権の代行として、孫和が宗廟で祭祀を行った時、その近くに住んでいた張休は、孫和を家に招いた。孫権の娘孫魯班は、孫和の母王夫人と対立していたことからこれを、「孫和は祭祀を行わず、妃の実家で謀議を凝らしている」と讒言。孫権の孫和に対する寵愛は冷めていった。
全氏らをはじめとする孫覇の派閥に、芍陂の役で功績を捏造したと訴えられた張休は、交州に流罪に処された。さらに以前から対立していた孫弘の讒言を受け、赤烏8年（245年）、張休は自殺を命じられた。享年41。

## 家系図
```
●
┣━━━━━┓

張昭
　　　　●
┣━━┓　　┃

張承
　
張休
　
張奮

┣━━┓

張震
　
孫和
妻
```

## 注
1. 1 2  『三国志』呉書 孫登伝
2. 1 2  『三国志』呉書 呉主（孫権）伝
3. ↑  『三国志』呉書 顧雍伝
4. ↑  『三国志』呉書 孫和伝